# Малая Каракша
Малая Каракша (мар. Изи Каракша) — деревня в Оршанском районе Республики Марий Эл. Входит в состав Марковского сельского поселения.

## География
Находится в северной части республики Марий Эл у северо-восточной окраины районного центра посёлка Оршанка.

## История
Известна с 1836 года как деревня с 52 дворами и 261 жителем. В 1859—1876 годах в 12 дворах здесь числилось 345 человек. В 1905 году в 87 хозяйствах проживали 330 человек. В 1925 году в деревне в 98 дворах проживали 414 человек, мари. В 1960 году в деревне проживали также 414 человек. В 2004 оставались 175 хозяйств. В советское время работали колхозы имени Ворошилова, имени Кирова, позднее ОАО «Тепличное».

## Население
Население составляло 482 человека (мари 87 %) в 2002 году, 512 в 2010.

## Известные уроженцы
Москвин Филипп Степанович (1910—1976) — советский военный деятель. Участник Великой Отечественной войны: командир стрелкового взвода 971 стрелкового полка 273 стрелковой дивизии 3 гвардейской армии 1 Украинского фронта, гвардии старшина; гвардии лейтенант (1944). Представлялся к званию Героя Советского Союза. Член ВКП(б) с 1943 года.